# Вбивство у клубі «Чіппендейлс»
Вбивство у клубі «Чіппендейлс» (англ. The Chippendales Murder) — американський телевізійний фільм режисера Еріка Бросса 2000 року. Зйомки фільму проходили на початку 2000 року. Фільм вийшов у прокат 7 листопада 2000 року.
Фільм заснований на реальних подіях, що сталися у клубі «Чіппендейлс» у Західному Лос-Анджелесі з уродженцем Індії Соменом «Стівом» Банерджі та його діловим партнером Ніколасом «Ніком» Де Ноєм.

## Сюжет
Наприкінці 1970-х емігрант з Індії Сомен «Стів» Банерджі купив найгірший нічний клуб Лос-Анджелеса і перетворив його на розважальний центр. А незабаром його танцюристи з бездоганною хореографією стали справжніми зірками шоубізнесу та перетворили Стіва на мільйонера. Тепер, Банерджі, який обплутав Сполучені Штати мережею своїх фірмових розважальних закладів, веде жорстоку боротьбу з численними наслідувачами та конкурентами. І в цій сутичці всі засоби хороші.

## У ролях
- Навін Ендрюс — Сомен «Стів» Банерджі, засновник клубу «Чіппендейлс»[4]
- Пол Хіпп — Ніколас «Нік» Де Ной, діловий партнер Стіва
- Алекс Де Бо — Шон Бойд
- Ден Хортон — Дейв
- Віктор Вебстер — Марко Кароло
- Тоні Кертіс Блонделл — Скотті
- Крістофер Бонді — Стен
- Каела Добкін — Керол О'Хара
- Джеймс Е. Моріарті — Карл Рамон
- Наталі Редфорд — Ірен
- Роман Подхора — сержант Семпсон (в титрах вказаний як «Роман Падхора»)

## Зйомки
Зйомки фільму проходили у Канаді — Торонто та Онтаріо.

## Прем'єра на ТБ
Телевізійна прем'єра фільму відбулася 25 січня 2010 року на російському «Першому каналі». 2 лютого та 2 травня 2011 року фільм був показаний повторно.

## Випуск на відео
2005 року фільм був випущений на DVD компанією America Film та дистриб'ютором USA Network. В Росії — компанією «Містерія DVD».